# Народи моря

Битва єгиптян з народами моря (рельєф з Мединет Абу)

Наро́ди мо́ря — термін нової і новітньої історіографії, яким окреслюють низку племен, які наприкінці бронзової доби, у XIII-XII століттях до нашої ери, вторглися до країн Малої Азії, східного узбережжя Середземного моря та Єгипту. Походження цих племен достеменно не відоме, що породило багато гіпотез з цього приводу. Напади народів моря призвели або ж стали однією з причин загибелі низки культур та держав пізньої бронзової доби. Переселення народів моря було однією з найбільших міграцій давнини, що змінила обличчя стародавнього Близького Сходу і вплинула на всесвітню історію. Сліди тих часів і досі присутні в топоніміці Палестини та Сардинії.

## Навала народів моря та її наслідки

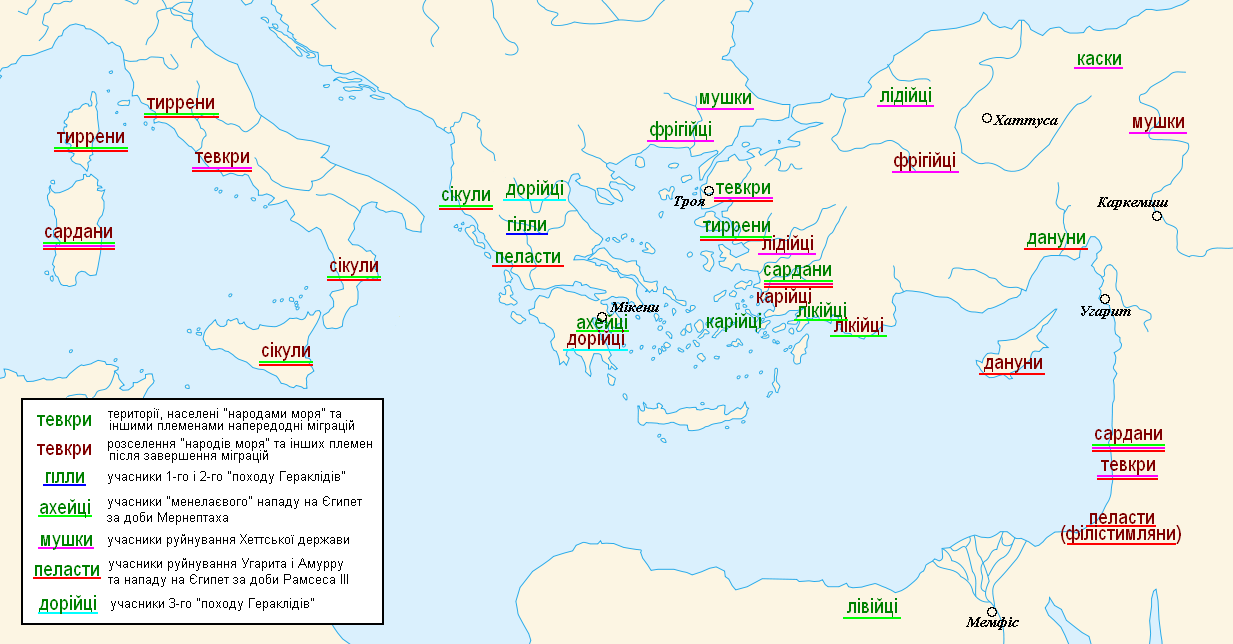
Міграції «народів моря» наприкінці II тисячоліття до н. е.

На стінах поминального храму Рамзеса III в Мединет Абу про народи моря написано:
|  | Жодна країна не встояла перед їх десницею, починаючи з Хатті. Кеде, Каркемиш, Арцава, Аласія знищені. Вони стали табором посеред Амурру, вони знищили її людей, так ніби тих і не було. Вони посунули прямо на Єгипет… |

Навала народів моря не була якоюсь випадковою подією. У другій половині II тисячоліття до нашої ери значні зміни зачепили територію практично всього тодішнього цивілізованого світу. На величезних територіях від Атлантики до Китаю гинули старі культури та виникали інші, занепадали старі держави, а на їхніх руїнах підіймалися нові. Ймовірно, це була загальна криза культури бронзової доби.
Для Середземномор'я та Близького Сходу переломними стали XIII—XII століття до нашої ери, події яких призвели до разючої зміни політичної та етнічної ситуацій усього регіону. Великі держави поступово занепадали. У Хатті дедалі частіше траплявся голод, що призводив до повстань та заворушень. Після тимчасового підйому знову занепала Ассирія. Незважаючи на всі славослів'я, Рамзесові II так і не вдається вибити хетів із Сирії і фактичний вплив Єгипту був помітно меншим, ніж за Тутмоса III. Уже з часів рамзесового сина Мернептаха Єгипет починає підупадати на силі. У той самий час занепадає й мікенська Греція. Не дивно, що, скориставшись із цього, орди варварів, як-от народи моря, дорійці чи євреї, посунули на цивілізовані країни.
Уже фараонові Мернептаху довелося воювати з союзом лівійців та народів моря. Пізніше Рамзесові III довелося відбивати кілька нападів уже не лише з моря, а й з боку Азії. Причому це були не просто грабіжницькі набіги, а справжнє переселення народів. Однак, перед тим як дійти до Єгипту, хвиля народів моря прокотилася іншими, північнішими країнами. І хоч єгиптянам вдалося відбитися, але багато палестинських міст було зруйновано або ж захоплено загарбниками. Попри те, що переможний Рамзес III і спробував укріпитися в Азії і розмістив гарнізони в ряді міст, однак вже до середини XII століття до нашої ери азійські володіння були повністю втрачені.
Близько 1200 року до нашої ери народи, що вторглися в Анатолію, знищили хетське царство та залежні від нього князівства, основну силу цієї навали склали племена так званих східних мушків та народи моря. Війна була запеклою і не завжди успішною для нападників — збереглося повідомлення, що хетський флот розбив народи моря біля Кіпру, однак врешті хети програли війну. У центрі Малої Азії в самому серці хетської держави від них не лишилося й сліду, а країну заселили чужі їм за культурою та мовою фригійці. На південному сході Малої Азії та в північній Сирії збереглися хетські князівства, що вважали себе спадкоємцями великої держави, але це були лише тіні колишньої імперії.
Владу «великих держав» над Сирією та Палестиною, що тривала не одне століття, було знищено. Однак народи моря не просто зруйнували Хатті і вигнали єгиптян, вони знищили й залежні від цих гегемонів держави. Так було зруйновано царство Амурру в Сирії. На п'ятий рік правління Рамзеса III повідомляється, що цар Амурру «став попелом», а ім'я його щезло, народ було підкорено та розсіяно. На восьмий рік правління повідомляється, що народи моря стали в Амурру табором, а народ його знищено так, «ніби й не існував». Після того царства Амурру вже не було, а сама назва використовувалася лише на означення територій у Сирії чи взагалі на захід від Межиріччя. Так само й Хатті означало вже не землі колишньої імперії, а малі новохетські царства чи ж Сирію взагалі. На Євфраті був знищений і вже ніколи не відродився Емар.
Північніше Амурру загинуло стародавнє місто-держава Угарит. Десь у проміжку між 1185—1180 роками до нашої ери місто було знищене потужним землетрусом. Воно вже не відродилося, а трохи південніше від нього, на руїнах літнього палацу угаритських царів виникло невелике поселення народів моря. Ймовірно, нападники скористалися природною катастрофою і сплюндрували ослаблену країну. Більше ці землі вже ніколи не були самостійною державою.
Північні землі Фінікії, схоже, теж постраждали від навали народів моря. Розкопки в городищах  Сукас, Цумур та Ірката вказують на сильні руйнування. Ці міста існували й далі, але вже не мали того важливого значення, що колись. А от південь Фінікії не постраждав, і хоч це твердження ґрунтується на досить незначному археологічному матеріалі та натяках єгипетських джерел, однак можна стверджувати, що принаймні катастрофічних змін не сталося і старе населення й далі так само жило на тому ж місці.

## Писемні згадки

### Перша згадка
Уперше одна з людностей, що її зараз зараховують до народів моря, згадується в давньоєгипетському ієрогліфічному надписі на так званому Біблоському обеліску, що датується 17-20 століттями до нашої ери. Там згадується kwkwn син rwqq, що, враховуючи особливості написання, ймовірно, перекладається як Кукунніс, син Лукки, тобто лікієць.

### Амарнський архів
Дальші згадки про народи моря містяться в амарнському архіві, унікальній збірці дипломатичних документів епохи правління Ехнатона та його батька. То є дипломатичне листування між фараонами та правителями різних регіонів Близького Сходу, переважно із залежними князьками Сирії та Палестини. Того часу у дипломатичних відносинах на Близькому Сході вирізнялися кілька так званих великих царств, усі інші народи та держави були або їх васалами, або розглядалися як варвари. Народи моря згадуються в п'яти листах, адресованих Ехнатонові правителями залежних міст та царем Алашії. У цих листах згадуються от такі людності, що їх тепер зараховують до народів моря — шардана, дануна та лукка.

### Опис битви при Кадеші
Деякі народи моря згадуються в описі битви при Кадеші Рамзеса II. Фараон наказав зобразити її події в грандіозних панорамах на стінах багатьох храмових комплексів, зокрема в Абідосі, Карнаці, Луксорі, Рамессеумі та Абу-Симбелі. Цей текст складається з двох частин — звіту і поеми, в яких описується великий союз ханаанських та малоазійських народів під керівництвом хетів. Серед цих людностей згадуються дві, що їх зараз зараховують до народів моря — каркіша чи каркіса та лукка. В обох випадках не зовсім зрозуміло, чи це назви народів, чи країн з яких вони походять. Слід відзначити, що каркіса та лукка в описі битви при Кадеші завжди згадуються поряд, тому, схоже, вони були сусідами. У поемі згадується ще один народ, воїни якого билися на боці єгиптян. У війську Рамзеса були шардана, що їх свого часу фараон розбив у битві, захопив у полон, а тоді включив як найманців до власної армії. З опису битви при Кадеші випливає, що лукка, каркіша та шардана були помітною військовою силою і входили до військ великих держав того часу. Зокрема відомо, що шардана наймалися до єгиптян вже з часів правління Ехнатона і згідно з написом із Мединет Абу подібне тривало щонайменше до часів Рамзеса III. Каркіша та лукка ймовірно були залежними від царя хетів народами, але йому довелося щедро оплатити участь союзників у поході проти єгиптян.

### Описи вторгнення в Дельту

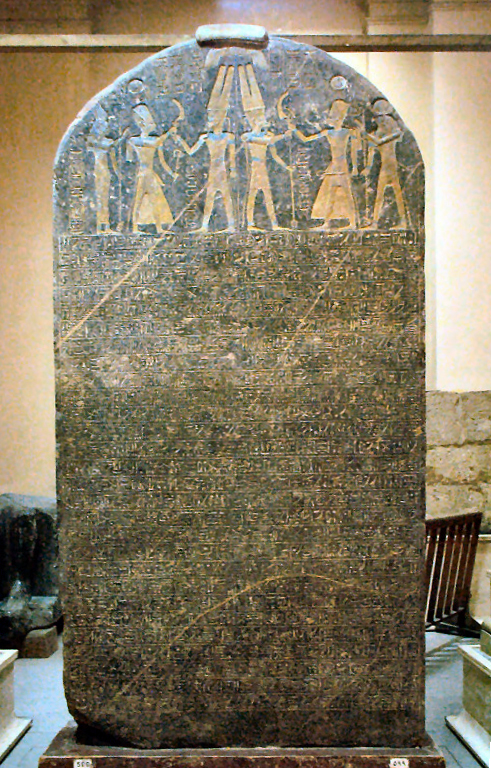
Стела Мернептаха

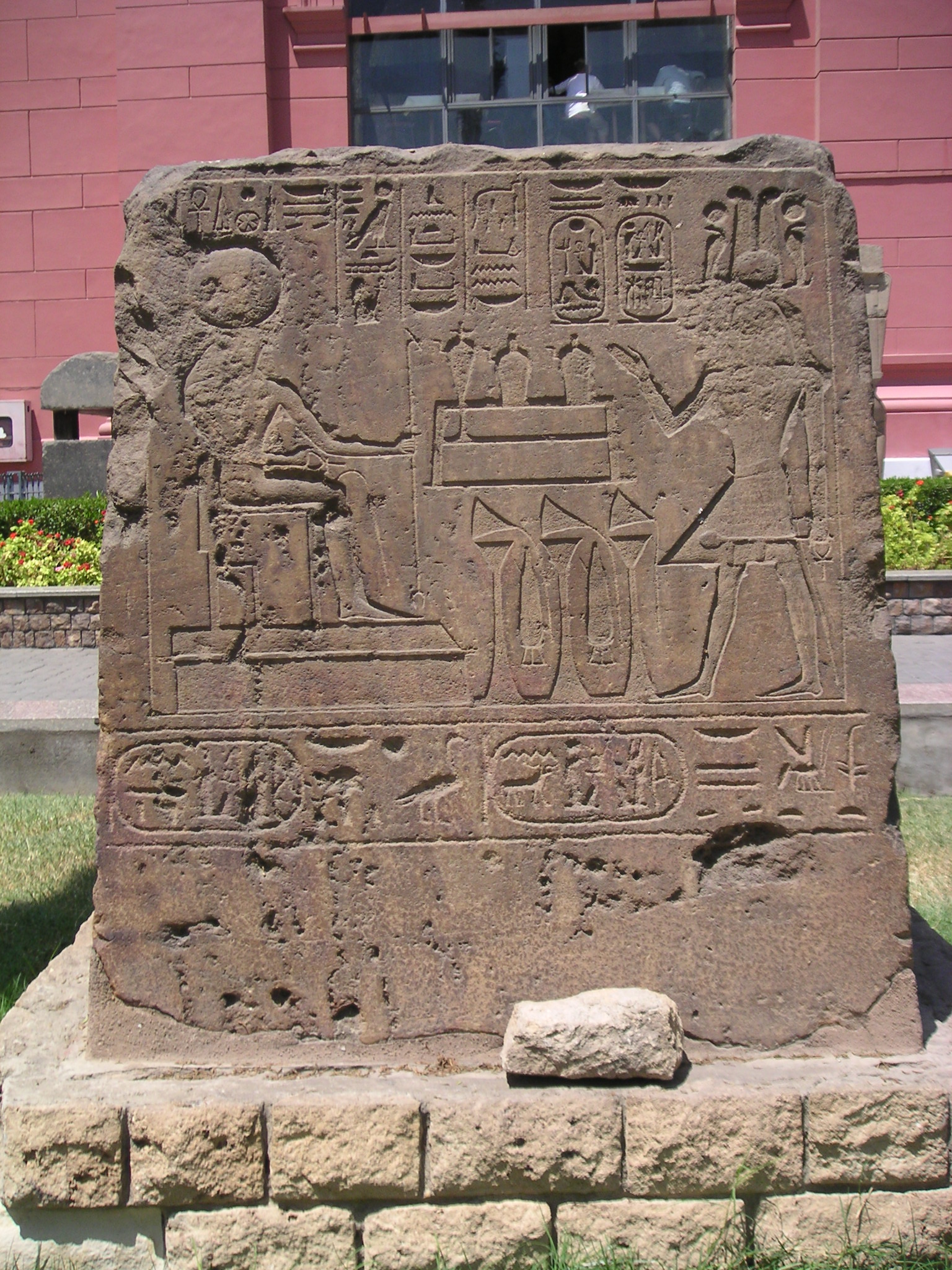
Стела Атрібіса в саду Каїрського музею

На п'ятий рік правління Мернептаха (приблизно 1207 рік до нашої ери) на Єгипет напали племена лабу (лівійці) у союзі з народами моря. Союзники разом з дітьми, жінками та скарбом вдерлися у західну Дельту. Мернептах виступив назустріч і в шестигодинній битві розгромив загарбників. Опис події дійшов до нас у чотирьох різних документах, а саме у великому карнакському написі, текстах на Каїрській колоні та стелах Атрибіса і Мернептаха (вона ж стела Ізраїлю). За винятком останнього напису у всіх згадуються народи моря.
Великий карнакський напис є одним із найбільших відомих зараз давньоєгипетських храмових написів. Текст починається переліком ворогів, що вторглися в Єгипет — лівійці, еквеш, тереш, лукка, шардана, шекелеш. Далі в тексті також згадується народ мешвеш. Еквеш та тереш, що їх традиційно зараховують до народів моря, насправді згадуються разом з іншими людностями цієї групи лише в даному тексті. Найважливішою для вивчення народів моря частиною тексту є перелік полонених, вбитих та захопленої здобичі наприкінці допису. Вбито чи захоплено в полон 9 376 ворогів, переважно лівійців, які втратили 6 539 вбитими, втім, народи моря теж зазнали помітних втрат — 222 людей шекелеш та 742 людей тереш, цифри щодо втрат шардана та еквеш не збереглися. Щодо еквеш, то вказується, що вони були обрізані — цей факт помітно впливає на теорії щодо їх походження. З точки зору матеріальної культури народів моря цікавим є перелік захопленої здобичі: у мешвеш та лівійців було забрано 9111 мідних мечів, а також корів, кіз, гарні кораблі, броню та різноманітну зброю.

### Написи та рельєфи Мединет Абу

Корабель та воїни шардана, малюнок з Мединет Абу

Корабель та воїни пелесет, малюнок з Мединет Абу. Зверніть увагу на подібність до корабля шардана, зображеного вище.

Найвідомішим та найдетальнішим текстом, який згадує народів моря, є написи з Мединет Абу. Там знаходиться поминальний храм Рамзеса III. Він прикрашений рельєфами та надписами, які змальовують війни фараона проти лівійців на п'ятий та одинадцятий і проти народів моря на восьмий рік його правління (приблизно 1184 до нашої ери). Перелічено народи, які входили до союзу народів моря: пелесет, шардана, тйеккер, шекелеш, дін'їн, вешеш. Також дуже цінним джерелом відомостей є зображення, які змальовують людей народів моря. Показується зовнішній вигляд та одяг різних народів, що можна використати для визначення їх походження. Рельєфи наземної та морської битви являють, як народи моря воювали. Наприклад, згідно із зображенням сухопутної битви, народи моря використовували майже такі саме колісниці, як і єгиптяни. На рельєфі морської битви можна побачити кораблі та їх спорядження. Цікаво, що кораблі народів моря, на відміну від єгипетських, не мають гребних весел, а лише вітрила. Надписи та зображення з Мединет Абу є найповнішим з наявних джерел відомостей щодо народів моря, їх імовірного походження та причин вторгнення в Східне Середземномор'я.

### Угаритські листи
Деякі народи моря згадуються в чотирьох дипломатичних листах, знайдених в Угариті. Перший лист датовано початком 12 століття до нашої ери, а останні написано незадовго до падіння міста в 1180 році до нашої ери. В листах згадується останній цар Угариту на ймення Аммурапі, або ж Хамурапі, який правив у 1191—1182 роках до нашої ери. В першому листі «Великий цар хетів», ймовірно, Суппілілума II, говорить, що наказав правителю Угариту прислати йому якогось Інбадушу для допиту, однак через малолітство правитель відповів. Інбадушу викрали і тримали в себе люди шікала, ймовірно, з народу шекелеш, «які живуть на кораблях». Наступні листи — це листування вже змужнілого Аммурапі та великого намісника Аласії (Кіпру) Ешувара. Правитель Угарита повідомляє Ешувару про те, що ворожий флот з 20 кораблів вийшов у море. В одному з листів згадується, що хетський цар вимагав від правителя Угариту, як від свого васала, війська та харчі. Можливо, що ці вимоги були викликані вторгненням ворогів, в тому числі й власне народів моря, у землі Хатті. Однак місто саме переживало скрутні часи, а його правитель відверто боявся нападів народів моря:
|  | Ворожі кораблі вже тут. Вони спалили мої міста та сплюндрували мою країну… Хіба ти не знаєш, що усі мої війська в Хатті, а мій флот у Лікії? Країна покинута напризволяще. Зваж на те, мій батьку, що пропливли сім ворожих кораблів, які чинять велику шкоду. Тож, якщо ще прибуватимуть ворожі кораблі, то повідом мені, аби я вирішив, що робити. |

### Папірус Анастазі
Папірус Анастазі — це сатиричні листи епохи ранніх раммесидів, що використовувалися як навчальний матеріал. За формою це листування між двома писарями — Хорі та Аменемопе, що зазвичай висміюються за самовпевненість та некомпетентність. Цей текст зберігся в кількох примірниках різної повноти. Один із фрагментів можна датувати правлінням Рамзеса III. Інший кілька разів побіжно згадує Рамзеса II, тож Алан Гардінер на цій підставі зсовує датування на час правління цього фараона. Найцікавішою є частина, де Аменемопе відправили із загоном назустріч чужинському війську, однак він не здатен керувати військовою операцією. Воїни Аменемопе мають зустріти шардана, кенек, мешвеш і негрів (ймовірно, суданців). Аменемопу наказано забезпечити війська харчами, але він неспроможний цього зробити. Виходячи з цих згадок, можна зробити висновок, що шардана разом із північно-африканськими народами воювали проти єгиптян уже в часи Рамзеса II. Папірус Анастазі не є політичним документом, але він свідчить, що народи моря сприймалися єгиптянами як союзники лівійців та вороги.

### Великий папірус Харріса
У папірусі Харріса, або ж Великому папірусі Харріса згадуються Рамзес III та народи моря. Цей папірус датують початком правління Рамзеса IV, його знайшли позаду храму в Медінет Абу. В ньому описується велика військова кампанія проти народів моря, однак не вказується її час. Переказуються слова Рамзеса III «Я порубав дін'їн на їх островах», «спалив» тйекр та пелесет під час морського походу. «На морі» було захоплено в полон шарданів та вешешів, яких потім поселили в Єгипті. Є певні підстави датувати цей середземноморський похід 8 роком правління Рамзеса III. Оскільки з трьох великих військових кампаній цього фараона, відомих за храмом в Мединет Абу, лише друга, на 8 рік правління, була направлена лише проти народів моря, то морський похід є її логічним продовженням.
Наприкінці папірусу Харріса наводиться заповіт Рамзеса III, який перераховує його добрі справи. Описуючи мир та процвітання, що запанували в країні, він говорить про деякі народи моря як про власних підданих, причому, як і попередники, цей фараон використовував їх перш за все як військо: «…шардани та кехеки перебували в своїх містах, відпочивали лежачи на спинах. Не було їм чого боятися, бо не було заколотів у Сирії та сутичок в Куші. Їх луки та зброя мирно лежали на складах, тоді як вони їли та пили з радістю…».

### Ономастікон Аменемопе
«Ономастіконі Аменемопе» чи Аменемепіт є збіркою слів, зібраних в тематичні групи. Групи - різні від міст Єгипту до шматків бичачої туші. Серед інших є й перелік народів та племен. Збірка добра тим, що можна робити висновки щодо того, які народи, на думку укладачів, були пов'язані між собою. Цей документ часів кінця 21 династії (близько 1100 року до нашої ери) згадує кілька народів моря мешвеш, лібу, дене, лукка, шерден, пелесет.

## Народи моря

### Шардана (S'-r'd-n)[31]

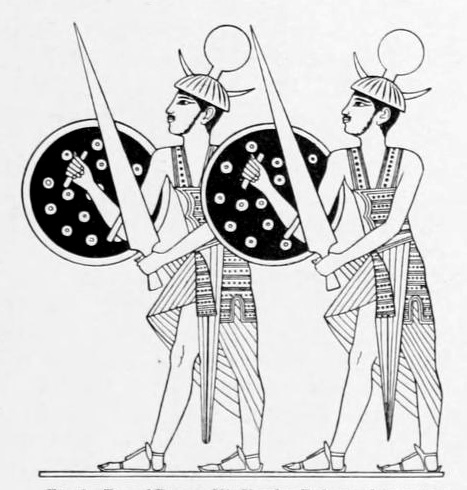
Фреска (?), на якій зображено двоє шарданів

Загін найманців шарданів, малюнок рельєфу з Мединет Абу

Із народів моря найраніше в джерелах згадуються шардана. Вперше про людей Srdn-w йдеться в амарнському листуванні близько 1350 року до нашої ери, коли вони, ймовірно, згадуються в листах правителя Губли Ріб-Хадди до Ехнатона. У цих розпачливих листах Ріб-Хадда, якого з усіх боків обсіли вороги, просить фараона про допомогу. З контексту випливає, що люди шардана були на службі в нього, причому Ріб-Хадда дуже дбає про підтримання добрих стосунків із ними, оскільки без їх підтримки місто повстане, або ж, що менш ймовірно, вони самі повстануть.
Наступна згадка припадає вже на часи правління Рамзеса II в середині XIII століття до нашої ери. В битві при Кадеші шардана входили до гвардії фараона. В часи правління Мернептаха шардана у складі союзу народів моря вже воюють проти єгиптян, так само вони були ворогами Єгипту і за царювання Рамзеса III — на рельєфах в Мединет Абу їх воїни зображені поруч з пелесет. Цікаво, що на цьому рельєфі шардана з обох боків — і як один з народів морського союзу, і як найманці єгиптян. В Ономастіконі Аменеморе, датованому 1100 роком до нашої ери, шардана згадуються серед народів моря, які захопили фінікійське узбережжя. Відомо, що одна з груп оселилася біля Акко, однак судячи з археологічних знахідок, шардани, на відміну від пелесет, швидко та безслідно розчинилися серед місцевого населення.
Як видно з джерел, стосунки шарданів та Єгипту складалися по-різному. В багатьох джерелах вони описуються як частина єгипетського війська: в описі битви при Кадеші Рамзеса II, папірусі Анастазі і в папірусі Харріса. З іншого боку ворогами Єгипту шардани показані на Таніській та Асванській стелах, датованих 2 роком правління Рамзеса II (приблизно 1278 рік до нашої ери) та на рельєфах храму в Мединет Абу. Схоже, що шардани традиційно були найманцями, що не мали постійних союзників чи супротивників, тож вони воювали як за, так і проти єгиптян.

Рельєф з Абідоса

Рельєф з Мединет Абу

На рельєфі з Абідоса, що зображує битву при Кадеші і який датовано приблизно 1280 роком до нашої ери зображено піхотинця шардана, який відрізає голову загиблому хетському колісничому. На цьому зображенні шардан одягнутий в коротку сорочку, він має середнього розміру круглий щит, а його голову захищає неглибокий шолом з типовими для цього народу прикрасами — двома рогами та круглим диском. Цікаво, щ коли зображуються шардана на службі фараона, їх шоломи мають значно менші диски або ж ця прикраса відсутня. Це мабуть пояснюється тим, що в єгиптян подібна прикраса пов'язувалася з богом Сонця Ра, що був покровителем фараона.
На рельєфі з Мединет Абу, який датований 1180 роком до нашої ери і зображує морську битву з народами моря, воїна шардана показано з круглим щитом середнього розміру, в простому сфероконічному шоломі з рогами, омароподібній кірасі (англ. lobster style) та з дуже довгим рапіроподібним мечем. Мечі такого типу були поширені на островах Егейського моря, Анатолії, на Близькому Сході та на острові Сардинія.

Мідний меч з Яффи, довжиною 90 сантиметрів

Мідний чингал з Близького Сходу довжиною 30 сантиметрів

Меч з Яффи датується приблизно 2000 роком до нашої ери. Ця археологічна знахідка вельми нагадує ту зброю, якою часто озброєні шардани на єгипетських зображеннях. Лезо зроблене з миш'ячистої бронзи. Понад тридцять подібних мечів було знайдено в печерному похованні біля Сант-Іроксі на острові Сардинія, яке датується приблизно 1600 роком до нашої ери.
Знайдений на Близькому Сході чингал також датується приблизно 2000 роком до нашої ери. Чингали такої форми були поширені на островах Егейського моря, Малій Азії та на Близькому Сході. Як і меч, він зроблений з миш'ячистої брози.

#### Походження шардана
Одним із головних питань, які виникають щодо шарданів, є їх походження. В єгипетських джерелах вказується лише, що вони прибули з-за моря. На роль батьківщини цього народу тепер, згідно з різними теоріями, претендують три регіони:
1. область Сард у західній Анатолії;
2. Іонічне узбережжя;
3. острів Сардинія.

Аргументом на користь першої теорії є аналогія з етрусками, які, згідно з античною традицією, були вихідцями з Лідії. Шардана ж вважаються вихідцями із заходу Малої Азії, де була ціла низка співзвучних топонімів: столиця Лідії Сарди, гора Сардена, Сарданійська рівнина і навіть етнонім сардонійці. Усі ці назви, згідно з цією теорією, є слідами життя народу шардана в регіоні. Тож згідно з цією теорією в часи нападів народів моря шардана якраз переселялися зі своєї батьківщини в Лідії на Сардинію. Однак аналогія з античною традицією, яка стосується іншого народу, є дуже спекулятивною, тож головним аргументом залишається подібність назв, що теж є досить хитким підґрунтям.
Згідно з другою теорією, шардана вважаються тим самим народом, що й сардонійці класичної доби — войовничий народ іонічного узбережжя. Славу добрих бійців мали й шардани. Ця теорія пояснює переселення кінця бронзової початку залізної доби головно грабіжницькими набігами та піратством. Тобто, як і вікінги, шардана-сардонійці йшли в море по здобич, а часом і осідали на завойованих землях.

Бронзетті з воїнами, Сардинія, 8-9 століття до нашої ери

Третя теорія ґрунтується на деякій подібності скульптур південної Корсики з єгипетськими зображеннями. Ці скульптури належать до  культури торре, яка споріднена з нурагічною культурою бронзової доби Сардинії. Цими подібностями є:
1. шоломи з рогами, цей елемент вдалося реконструювати для деяких статуй-менгірів завдяки отворам з боків, в яких знайдено залишки інших матеріалів (не каменю);
2. кіраси чи якась інша корпусна броня з 5 смугами;
3. довгі мечі.

Згідно з радіовуглецевим аналізом, ці статуї датуються 10-14 століттями до нашої ери з похибкою в двісті років. Також як доказ походження шардана з островів Сардинія та Корсика використовуються бронзетті (бронзові статуетки) з Сардинії, що зображують воїнів в рогатих шоломах та з круглими щитами. Цю версію першою висунув ще французький єгиптолог В. Б. де Руже, а пізніше підтримали низка інших дослідників. Вони ґрунтувалися на подібності назви острова та народу, на подібність озброєння воїнів на єгипетських зображеннях, бронзетті та знайдених в могилах біля Фарроса амулетах і скарабеях. І хоч ця теорія і зараз є однією з найпопулярніших, але ще понад сторіччя тому щодо неї висловлені сумніви. Оскільки досі не знаємо, як саме вимовляли S'-r'd-n єгиптяни, то аргументація щодо співзвучності назв є вельми спекулятивною. Круглі щити, рогаті шоломи та мечі певної форми не були притаманні лише одному народу, а зустрічалися в різних країнах Середземномор'я. Окрім того, бронзетті не лише на сотні років молодші за єгипетські зображення, але насправді й не дуже схожі. Наприклад, ніде серед них не зустрічається характерний для шоломів шардана диск, та й роги мають іншу форму. Щодо єгипетських знахідок, то тепер їх датують часами саїської династії, тобто незрівнянно пізніше за напади народів моря.

### Пелесет (Pw-r-s-ty)

Давньоєгипетський рельєф, що зображує воїна пелесет

Полонений пелесет — рельєф з Мединет Абу

Одним із найважливіших та найвідоміших народів моря були пелесет. Цей етнонім ототожнив із біблійними філістимлянами ще Жан-Франсуа Шампольйон невдовзі після розшифрування єгипетських ієрогліфів. Зараз зазвичай вважається, що філістимляни прибули до Леванту під час навали народів моря, де й осіли в п'яти містах: Ашдоді, Ашкелоні, Ґазі, Екроні та Ґаті. На рельєфах у Мединет Абу Рамзес III воює з пелесет на морі і на суші. На рельєфах, що змальовують битву з лівійцями є зображення воїнів, схожих на пелесет, які разом із шарданами воюють на боці єгиптян. У папірусі Харріса Рамзес III заявляє, що поселив переможені народи моря, серед яких і пелесет, у фортеці названій його іменем. Це дозволило деяким вченим зробити висновок, що оселення філістимлян у Палестині відбулося під контролем єгиптян. Можливо, що фараон зберіг номінальну владу над землями, завойованими пелесет, і вважав їх своїми васалами. Після оселення в Палестині філістимляни стали значною силою в регіоні завдяки своїй військовій перевазі над місцевими народами. Ця перевага значною мірою була зумовлена раннім оволодінням прогресивними технологіями виготовлення речей із заліза.

Битва пелесет та шарданських найманців фараона

Пелесет та шардани на фараоновій службі б'ються з лівійцями

Голова воїна в шоломі, промальовка рельєфу.

Голова воїна в шоломі, промальовка рельєфу

На рельєфі з Мединет Абу (зліва) пелесет б'ються проти воїнів іншого народу моря — шарданів, які в цій битві воюють у військах Рамзеса III. Обидві сторони мають круглі середнього розміру щити. Пелесет можна впізнати за характерними «пір'їстими» шоломами, вони озброєні короткими мечами або ж чингалами та довгими списами.
На іншому рельєфі з Мединет Абу (праворуч) шардана та пелесет уже разом служать у війську фараона. Воїни в характерних шоломах, мають круглі щити середнього розміру з наліпками, ймовірно, мідними бляхами, вони озброєні довгими мечами та списами.
Характерною деталлю озброєння пелесет за давньоєгипетськими зображеннями був так званий «пір'їстий головний убір». Найімовірніше це був шолом, прикрашений шкіряними смугами, прикріпленими до металевого обруча, хоч деякі зображення не виключають інтерпретацій з пір'ям. Протягом епохи бронзового та раннього заліза схожі шоломи зустрічаються в різних регіонах Близького Сходу та Східного Середземномор'я, а також на Сардинії.

#### Походження пелесет
Походження пелесет невідоме. Щодо прабатьківщини цього народу існує дуже багато теорій, називають Грецію, Крит, захід Малої Азії та багато інших, однак жодна з них не є достатньо доведеною. Спираючися на рельєфи в Мединет Абу, можна висунути гіпотезу, що в Палестину пелесет потрапили не прямо зі своєї прабатьківщини, а через Малу Азію. Певне підґрунтя для роздумів дають археологічні дані з Палестини — кераміка народів моря сильно відрізняється від місцевої, спершу це монохромна кераміка дуже схожа на пізньо та постмікенську, пізніше в результаті синтезу з місцевою традицією виробився самобутній біхромічний стиль. Тобто батьківщиною пелесет згідно з археологією була зона впливу мікенської культури, тобто Греція чи захід Малої Азії. Існує теорія, що пов'язує пелест та пеласгів. Деякі дослідники виводять пелесет з балканського узбережжя, на північ від Греції, де частина епірського берегу мала назву Palaiste, Palaistine, а часом так називали і Епір взагалі.

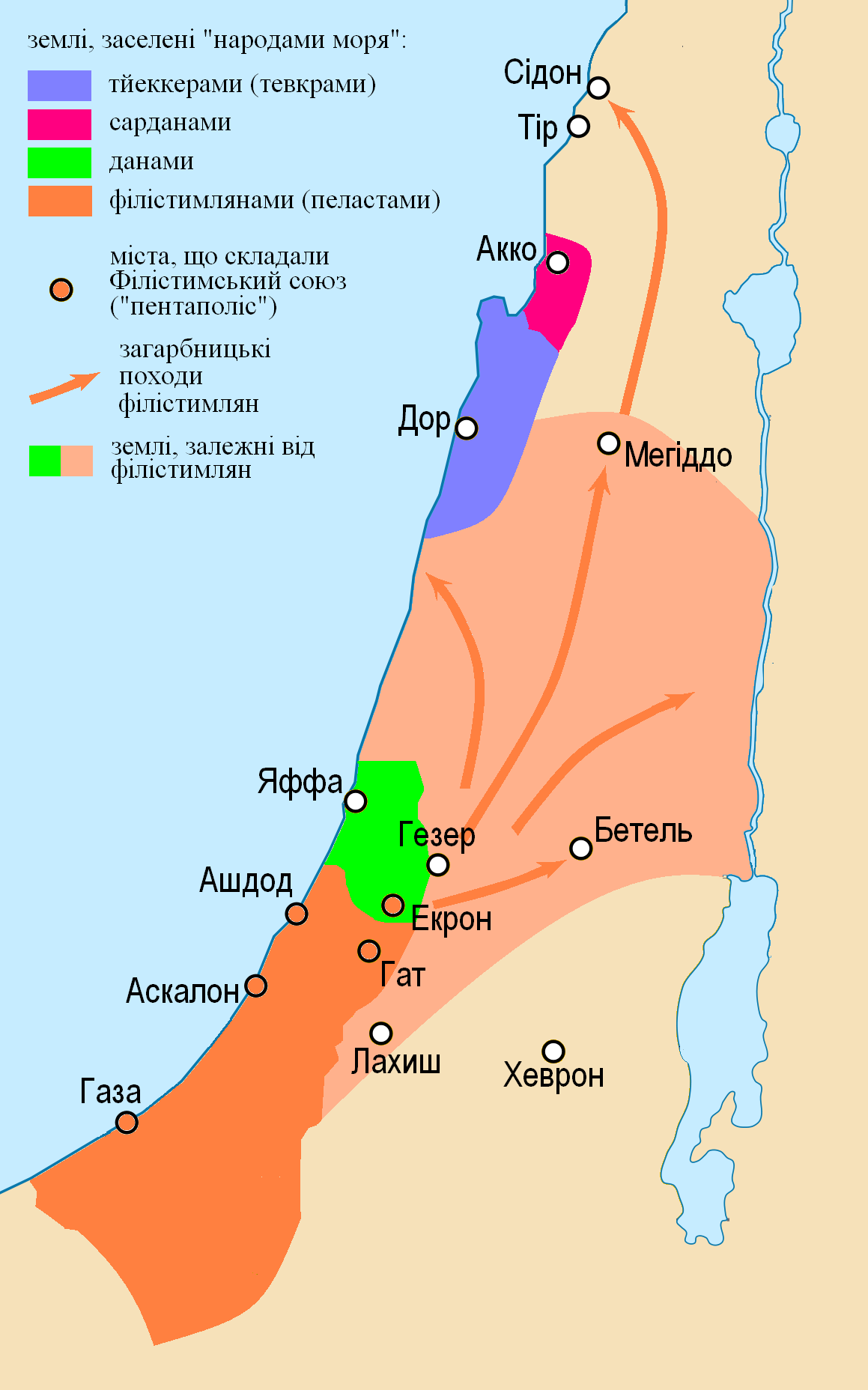
Південний Ханаан після навали «народів моря»

Про походження філістимлян говориться і в Біблії. Спершу їх виводять з Єгипту, однак далі в Книзі пророка Єремії (47:4) «…Бо понищить Господь филистимлян, рештку острова Кафтора…», а в Книзі пророка Амоса (9:7) «…Хіба ж не Ізраїля вивів Я з краю єгипетського, а филистимлян з Кафтору…». Часто беззаперечно стверджується, що Кафтор — це Крит, однак насправді його точне ототожнення достеменно не відоме — найімовірніше це Крит, Кіпр чи якась ділянка південного узбережжя Малої Азії.

### Тйеккер (T-k-k(r))

Полонений вождь тйеккер, рельєф із Мединет Абу

Після шарданів та пелесет найчастіше згадуваним в єгипетських джерелах народом моря були тйеккери. Вони були частиною тої навали, яку Рамзес III розбив на восьмий рік свого правління. У храмі Мединет Абу в батальних сценах найбільше зображень саме пелесет і тйеккер, що непрямим чином свідчить про значення, яке відігравав цей народ. Згадуються тйеккер і в пізніші часи в так званих скаргах Ун-Амуна, датованих XI століттям до нашої ери. Останній був єгипетським чиновником, якого відправили в незалежну вже на той час Палестину для закупівлі деревини. У Дорі, який названо «містом народу тйеккер», Ун-Амун жаліється Бедеру, місцевому князю, на те, що з його корабля викрали золото, призначене на оплату деревини.
Археологічні знахідки з Дору підтверджують відомості Ун-Амуна про поселення тйеккер. У місті було знайдено чимало двохромної кераміки філістимлянського стилю. Також серед знахідок був залізний ніж із кістяним руків'ям, схожий на філістимлянські знахідки. Хоч археологічні розкопки й не підтверджують факту суцільного заселення Дору народами моря, однак надійно фіксують їх присутність у відповідний період.
На рельєфах у Мединет Абу воїни тйеккер зображені з круглими щитами, озброєні короткими прямими мечами та довгими списами.
Щодо походження тйеккер, то деякі вчені висувають теорії щодо троянського походження цього народу і пов'язують їх власне з тевкрами та їх розселенням після троянської війни. З іншого боку класична традиція вказує на заснування іншим героєм, теж Тевкром, міста Саламіна на Кіпрі. Такий збіг назв дає підстави для спекуляцій щодо прибуття тйеккер у Ханаан з-під Трої (із північно-західного узбережжя Малої Азії) через Кіпр. Археологічні знахідки в усіх цих регіонах дають деякі, хоч і не остаточні, підтвердження подібним поглядам. Принаймні простежуються певні паралелі між тйеккер, ахейцями та анатолійцями. У будь-якому випадку навіть якщо прабатьківщина тйеккер невідома, можна бодай стверджувати про певну спорідненість чи принаймні вплив ахейців на підставі подібності ранньої кераміки тйеккер на пізньо та постмікенську.

### Дін'їн (D-y-n-yw-n)

Полоненні дін'їн, промальовка рельєфу

Виходячи з давньоєгипетських свідчень дін'їн були одним із найбільших народів моря і мали славу добрих моряків та воїнів. Дін'їн відомі з єгипетських, хетських та класичних джерел. В історичних джерелах дін'їн згадуються під багатьма іменами, такими як дануна, дануніти, данаоі, данау, данаід, дене, данайці, данаян.
Найраннішим єгипетським текстом, який згадує дін'їн, є один з амарнських листів, який датується серединою 14 століття до нашої ери. Цей лист надісланий Аменхотепу IV правителем Тіра на ймення Абімілкі. За вказівкою фараона в листі він серед іншого розповідає про події в Ханаані та повідомляє про смерть царя дануна, та про те, що його брат став царем, і в його землі панує мир. Наступна єгипетська згадка майже на двісті років молодша — дін'їн зустрічаються в описі подій восьмого року правління Рамзеса III (приблизно 1184 рік до нашої ери), висіченому на стінах поминального храму фараона в Мединет Абу. Повідомляється, що союз із пелесет, тйеккер, шекелеш, дін'їн та вешеш напав на Єгипет.
Дін'їн також згадуються в папірусі Харріса, у якому Рамзес III розповідає про свої перемоги над народами моря, а в «Ономастіконі» Аменемопеде зустрічаються дене. Цих дене Алан Гардінер ототожнює з дануна чи данаоі, що є відсилкою до данайців — грецького племені з околиць Аргосу.

#### Походження дін'їн
Існує три головні теорії щодо походження дін'їн — східнокілікійська, мікенська та ханаанська.
Теорія яка виводить дін'їн з Кілікії обґрунтовується назвою міста Адана, що розташовувалося в східній частині цієї країни. За нею не лише дін'їн амарнського архіву, але й д-н-н інших єгипетських джерел — це жителі Кілікійської Адани, які не мають нічого спільного з Грецією. Острови, про які згадує Рамзес III, — це маленькі острівці та миси кілікійського узбережжя. Дін'їн згадуються в надписі з Каратепе, в якому йдеться про легендарного грецького героя Мопса.
Друга теорія пов'язує дін'їн з ахейським світом, ототожнюючи їх з данайцями материкової Греції. Головним тут є вплив Гомера, який використовує назву данайці на означення усіх греків. За класичною традицією данаоі оселилися в Аргосі і відтоді стали зватися данайцями.
За третьою теорією дін'їн походять з Ханаану. Дін'їн та інші народи моря, поблукавши світами, врешті повернулися до Леванту. В той час, як одні дін'їн потрапили до ахейського світу, де стали відомі під назвою данайців, інші осіли в Малій Азії, а частина разом з народами моря, перш за все пелесет, повернулася на батьківщину. Дін'їн прийняли до конфедерації ізраїльських племен як одне з колін під назвою дан. Одночасно дін'їн вступали у союз з іншими народами моря і особливо з філістимлянами. Біблійні відомості щодо поселення племені дан дуже близькі до часів народів моря. За історичною та міфологічною класичною традицією данайці походили зі сходу та були вправними моряками, і саме вони запровадили в Греції алфавіт, який, як відомо, має східне (фінікійське) походження. Ототожнення двох різних народів данайців та племені дан ґрунтується на подібності імен двох людностей, що жили в один час в одному історичному регіоні.
За однією з теорій ассирійська назва Кіпру — Я-Данана, Яднана — пов'язана саме з назвою дануна. Якщо подібна етимологія є справедливою, то це аргумент на користь або походження, або ж осідання народу в північно-східному Середземномор'ї.

### Шекелеш (S'-r'-rw-s')

Полонений вождь шекелеш, промальовка рельєфу з Мединет Абу

Воїни шекелеш, промальовка рельєфу з Мединет Абу

Шекелеш є одним із маловивчених народів моря. Про них є лише декілька згадок у текстах поминального храму Рамзеса III в Мединет Абу та угаритських листах. Цей народ згадується на стелі з Ком ель-Ахмар часів правління Мернептаха. Шекелеш з'являються в джерелах після нападу на Єгипет у 1220 році до нашої ери, розповідається про їх вторгнення в дельту в 1186.
На початку п'ятого року правління фараону Мернептаху довелося відбивати лівійське вторгнення. Надписи в Карнаці розповідають про його перемоги. Військо фараона зустріло не просто вороже плем'я, а цілий союз народів моря, що складався з мешвешів, людей з острова Кос, лікійців, ці основні сили підтримували менші загони шарданів, трисенів та шекелеш. За папірусом Харріса Рамзес III використовував найманців шекелеш для гарнізонної служби, подібно до найманців з інших племен народів моря.
Рельєфи з Мединет Абу зображують воїнів шекелеш горбоносими людьми, часто з бородами. Вони носять на грудях медальйони, мають круглі щити, а озброєні двома легкими списами.
Про шекелеш дуже мало відомостей — фактично ми знаємо лише те, що було таке плем'я, яке відігравало помітну роль в експансії народів моря. Зараз існує дві гіпотези, що хоч якось пояснюють походження цього народу, — одна пов'язує його з містом Сагалассом у Пісідії, а інша — з народом сікулів, що жив в атичні часи на Сицилії.

### Еквеш ('-k-w'-s')
Зазвичай вчені ототожнюють еквеш, або ж акваша, з ахаява хетських текстів, тобто з ахейцями. Якщо це припущення вірне, то греків мікенської культури слід також зараховувати до народів моря. Більше того, в карнацькому описі ворожих втрат еквеш займають перше місце серед народів моря. Якщо припустити, що розмір втрат відносно пропорційний загальній чисельності воїнів, то еквеш в тому нападі це не просто дрібний загін племені, а одна з головних сил навали народів моря. Однак карнацький опис також чітко вказує на те, що еквеш були обрізані. Класична традиція заперечує наявність такого звичая серед давніх греків. І хоч зараз не можна однозначно стверджувати чи практикували ахейці обрізання чи ні, але класична традиція не знає такого звичаю, тож цей факт є серйозним аргументом проти того, що це були ахейці з материкової Греції. Можливо це були ахейці, що потрапили під культурний вплив інших народів. Серед місць їх ймовірного походження називають Кіпр, Родос, Малу Азію. Певні відомості, що їх можна витлумачити як згадки про напади греків на Єгипет, зустрічаються в Одіссеї.

### Тереш (Tw-ry-s')

Полонений тереш, промальовка рельєфу з Мединет Абу

Тереш, або ж турша, згадані серед інших племен у Великому карнацькому написі, що описує вторгнення народів моря на п'ятий рік правління фараона Мернептаха (приблизно 1207 рік до нашої ери). Згідно з написом, у битві їх загинуло 742, у той час як загальні втрати народів моря склали близько десяти тисяч. Є зображення полоненого вождя народу тереш і на рельєфах з Мединет Абу. У могилі номер 23 з так званої Гароби археологів Фліндерс Петрі знайшов мумію Ан-ен-Турша, який був дворецьким при дворі Рамзеса III. Добре збережена мумія має світле волосся, що є аргументом на користь північного походження народу.
Назву «тирсени» зазвичай пов'язують із згаданою у хеттських джерелах Таруісою і ототожнюють з Троєю. Напад союзу народів моря, в якому брали участь тереш, приблизно збігається з періодом воєн навколо Трої, тож можна припустити, що частина троянців змушена була покинути домівку та піти світами, покладаючися на свої мечі та удачу.
Згідно з іншою теорією тереш походять із південносхідного узбережжя Малої Азії. В хетських джерелах трапляється перелік міст «Кумманні, Зуннахара, Аданія, Тарса». Останнє місто можна ототожнити з Тарсом (фінік. ) у Кілікії. Тобто місто малу таку назву вже в бронзову добу. Якби людину з Тарси запитали звідки вона, то відповідь була б «з Тарси» — «тарша» чи «тарсас», а в єгиптеському написанні «т-р-с» чи «т-р-ш».
Щодо долі «тереш» у добу після навали «народів моря», то піратів-тирсенів на добрих кораблях згадує гімн Діонісу, що його традиція приписує Гомеру, а сучасна наука датує приблизно 700 роком до нашої ери. Геродот та Фукідід згадують про «тирренів». За Геродотом, цей народ мешкав у Лідії. Фукідід повідомляє, що вони хоч і мешкали на острові Лесбос, але були вихідцями з Лідії. Тирренами греки називали також етрусків. Відомо, що самі себе етруски називали расена, тож невідомо чи були підстави у греків поширювати назву одного чужинського народу на інший.
Натомість певна співзвучність є в назвах «тирсени» («турша») і «Таршиш» (фінік. ) — останній був відомий грекам як Тартесс і був розташований на півдні Іспанії.

### Каркіса (K-r-k-š)
Каркіса були одним із невеликих племен серед народів моря. Зазвичай вони згадуються лише побіжно, тож часто навіть не можна зрозуміти, чи була то назва народу, чи країни. Перша згадка про каркіса припадає на часи Рамзеса II та хетського царя Муваталліса. Обидва правителі згадують каркіса. В описі битві при Кадеші як в поемі, так і в звіті згадуються каркіса — плем'я, що входило до хетського війська. З хетських документів випливає, що хети та каркіса були союзниками, що узгоджується з єгипетськими даними. В аналах Муваталліса згадується людина, яку він відправив до народу Каркіси. Муваталліс заплатив каркіса, аби вони захистили цього очоловіка від його власних братів. В ономастіконі Аменопе каркіса загадуються у зв'язку з лукка, причому з контексту випливає, що цей зв'язок географічний, при цьому про саме розташування країн каркіса та лукка нічого не повідомляється. Оскільки лукка отожнюють із лікійцями, то каркіса розтащовують у південно-західній частині Малої Азії. Часом каркіса пробують зв'язати з Карією — регіоном також на південному заході Малої Азії.

### Лукка (Rw-kw)
Народ лукка згадується в деяких давніх текстах, однак згадки дуже скупі і зазвичай обмежуються назвою. Про лукка говориться в хетській молитві та в повідомленнях фараонів Рамзеса II та Мернептаха, в описах битви при Кадеші та в Карнацькому надписі відповідно. І хоч в цих текстах нічого не повідомляється про те, звідки походять лукка, але щодо цього вчені висувають низку здогадів.
Згідно з однією з теорії лукка (лікійці) походять із західної частини Малої Азії, а саме з західної Карії. В листах, написаних королем Уагріту королю Аласії (Кіпру), говориться, що перший відправив флот до узбережжя Лукки, аби захистити шлях з Егейського моря в Середземне. Отже, країна лукка виходила до моря, хоч і не зрозуміло до якого — Егейського чи Середземного. За хетськими джерелами лукка були бунтівним народом мореходів, що легко вступав у союз із чужоземцями. Не гребували вони й піратством — відомо, що лукка рік грабували землі Аласії. Зберігся лист царя Аласії, найімовірніше, до фараона Ехнатона, в якому згадується, що люди Луккі з року в рік нападають на поселення в його країні.
У середині 15 століття до нашої ери лукка входили до так званої Ассуванської конфедерації — антихетського союзу з 22 країн, яку розгромив хетський цар Тудхалія І. У хетській молитві говориться, що лукка разом з іншими народами нападали та плюндрували хетські землі.
В описі битви при Кадеші Рамзес II згадує людей лукка серед союзників царя Хатті. В описі Мернептаха лукка згадуються серед племен, що їх лівійський князь Меріре (Мерей) повів на Єгипет. Однак втрати лукка — 200 воїнів, виглядають вельми скромно на тлі загальних, що склали майже десять тисяч. Тобто лукка в тому поході були лише одним із загонів заморських союзників. Слід зауважити, що серед численних підписаних зображень народів моря не трапляються лукка.

### Вешеш (W-s-s)
Вешеш були одним із народів тієї навали, що атакувала Єгипет у часи Рамзеса III. Їх союз складався з пелесет, тйеккер, шекелеш, дін'їн і вешеш. Народи моря були розбиті, але на 8 рік правління фараона стався ще один напад із тим же результатом. Втім, оскільки на одному з написів немає дати, існує ймовірність, що насправді це опис однієї кампанії. Однак на південній стороні храму був знайдений напис, датований 12 роком правління, який описує напад тйеккер, пелесет, ден'їн, вешеш та шекелеш. Тож у залежності від датування вешеш нападали на Єгипет двічі чи тричі за якесь десятиліття.
Також вешеш згадуються разом з іншими народами моря в парірусі Харріса, який описує великий похід, однак не вказує його дату. Від імені Рамзеса III повідомляється «Я порубав дін'їн на їхніх островах і спалив тйекер та пелесет…», тобто фараон особисто очолював морську експедицію. Також повідомляється, що в полон були захоплені шардани та вешеші, яких потім оселили в Єгипті. Оскільки використання титулу «Володар дев'яти луків» дає підстави датувати цей похід 8 роком правління, то можна припустити, що, розгромивши навалу народів моря, фараон здійснив зі своїм флотом каральний похід східним Середземномор'ям.
Про вешешів як народ не відомо практично нічого. На основі схожості їх назви з хетської назвою Трої Вілуса робляться вельми спекулятивні спроби вивести їх із цього регіону. Деякі вчені пробують пов'язати вешешів із містом у Карії, що звалося Ясос.
Дехто навіть теоретизує, що вешеші подібно до дін'їнів стали частиної ізраїльської конфедерації як плем'я (коліно) Ашер. Коліно Ашер було одним з ізраїльських племен, яке виводило свій рід від Ашера, восьмого сина Якова.

### Лабу

Група лабу, промальовка рельєфу з Мединет Абу

Полоненний лабу, рельєф з Мединет Абу з залишками фарби

Це плем'я з Лівії отримало свою назву за країною, де жило, — лабу, лібо чи рібу. Згадки про лабу зустрічаються в багатьох єгипетських текстах на зразок написів із храму в Мединет Абу. Перша згадка — це папірус Анастазі часів XVIII династії, а згадки, хоч нечасті, тривають до часів XXI династії. Неясне походження лабу, хоч, імовірно, вони були вихідцями із західної Лівії. Однак можна досить впевнено стверджувати, що разом з іншими племенами, такими як мешвеш, вони змінили корінне населення Лівії в часи Нового Царства.
Існує однак й інша теорія, яка вважає лабу не місцевими союзниками народів моря, як випливає з попередньої, а племенем заморського, точніше балканського походження, що було зігнане зі своєї прабатьківщини міграцією ілірійців і врешті-решт оселилося в Лівії.
Лабу, як вони зображені на єгипетських рельєфах, мають чимало дуже характерних, незвичних в порівнянні з іншими народами рис. Вони світлошкірі, часто рудоволосі та синьоокі, збоку голови вони відпускають жмут волосся, який зав'язують в косинку, їх руки та ноги часто вкриті татуюванням, а одяг складається лише з легких пов'язок та прикрашених візерунками плащів.
В єгипетських джерелах повідомляється переважно про війни з лабу. Наприклад на так званій Ізраїльській стелі написано, що на п'ятий рік правління фараона Мернептаха вождь лабу Мерей повів своїх людей та інші племена на Єгипет. І хоч тоді нападників розбили, однак в роки сум'яття, що настали в країні по смерті Мернептаха, лабу та мешвеші скористалися нагодою і оселилися в західному Єгипті аж до берегів Нілу. В часи Рамзеса III лабу знову воювали з Єгиптом, але згідно з папірусом Харріса були розбиті. Приводом для війни стала відмова фараона повернути дітей одного з вождів.
Щодо кінця лабу, то, як і щодо їх походження, існує дві точки зору. Одна стверджує, що лабу після розгрому Рамзесом III вже не підправилися, але згідно іншої вони загрожували єгиптянам аж до часів Рамзеса Х.

### Мешвеш (M-s'w-s'(w))

Загін мешвешів, промальовка рельєфу з Мединет Абу

Перші згадки про народ мешвеш зустрічаються в надписах із Мединет Абу, папірусах Харріса та Анастазі. Також вони зображені на декількох рельєфах, що змальовують битви єгиптян з народами моря. Під час постійних прикордонних сутичок та воєн мешвеш спершу виступають як одне зі споріднених племен техену і темеху, однак поступово виростають у силі. Особливо зросла роль мешвеш як одного з народів моря в часи Рамзеса III. У 1182 році до нашої ери на Єгипет одночасно напали лівійці та мешвеш, причому можливо їх напад було скоординовано з виступами пелесет та тйеккер. Навіть після перемоги Рамзеса III мешвеш були в силі і залишалися головними ворогами Єгипту в Лівії.
Іншою історичною згадкою про мешвешів є надпис знайдений в Карнаці, що повідомляє про перемоги фараона Мернептаха в Лівії на п'ятий рік його правління над союзною армією лівійців, мешвешів та північних народів.
У Геродота згадується народ максіїв у східній Лівії. У разі якщо ототожнення мешвешів та максіїв правильне, то історія народу тривала ще близько тисячоліття після навали народів моря.
Геродот, книга IV Мельпомена, 191 абзац:
На захід від річки Трітону поза авсеями живуть уже землероби лівійці, які мають звичай жити в будинках. Вони називаються максіями. Вони залишають волосся на правому боці голови, а лівий бік стрижуть, а тіло фарбують у червоний колір. Вони кажуть про себе, ніби вони з людей, які прийшли з Трої.

## Народи моря та сабатинівська культура
В українських джерелах поширена теза про участь представників так званої сабатинівської культури з північного Причорномор'я в русі народів моря. Не лише в популярних та періодичних, але і в доволі солідних виданнях, наприклад, у книжці Леоніда Залізняка «Нариси стародавньої історії України» 1994 року видання, участь сабатинівців у русі народів моря чи навіть ототожнення сабатинівців і народів моря подається як доведений факт. Утім, такі теорії заслуговують на детальніший розгляд. Усі згадки, що мають бодай якісь посилання, зводяться, врешті-решт, до статті Клочка В. І. «„Народи моря“ та північне Причорномор'я», опублікованій в першому номері збірки «Археологія» за 1990 рік. Автор наводить факти археологічних знахідок предметів, аналогічних сабатинівським, у Греції, на Кіпрі та одиничну в Угариті саме в часи навали народів моря. Також він посилається на роботи іноземних дослідників, які вказували на знахідки предметів сабатинівської та ряду культур центральної Європи серед речей народів моря. На основі цих фактів Клочко робить висновок щодо участі представників сабатинівської культури в русі народів моря та їхню міграцію на Балкани.
З іншого боку, помітна різниця між обережними висновками та рядом тверджень, що прямо чи непрямо висловлені в статті. Якщо у висновках говориться про участь сабатинівців у міграційному русі, частиною якого була й навала народів моря, то в статті сабатинівці часом фактично ототожнюються з народами моря попри відсутність однозначних доказів. По-перше, вказані в статті знахідки не виходять за межі Греції та Кіпру, за винятком одиничної знахідки меча характерної форми біля Угариту. По-друге, ряд аргументів дослідника є вельми сумнівними, наприклад, як доказ подібності народів моря та сабатинівців наводяться круглі щити та носіння двох списів, хоч і те, й інше є абсолютно неспецифічним і траплялося в безлічі народів у зовсім різні епохи. Також дуже дивним є твердження, що зброя народів моря не мала аналогів на Близькому Сході, що заперечується фотографіями археологічних знахідок. Виходячи з усього наведеного вище, можна цілком погодитися з висновками Клочка про участь представників сабатинівської культури в русі народів моря та їх міграцію на Балкани, однак фактів, що давали б підстави ототожнювати сабатинівців та народи моря, які нападали на Єгипет та Палестину, в статті не вказано. Звісно, є певні підстави стверджувати або заперечувати, що серед розбитого Рамзесом III флоту могло бути й кілька кораблів сабатинівців, але твердження про те, що народи моря прийшли з України, наразі не має достатніх доказів.